# Xylocopa kamerunensis
Xylocopa kamerunensis là một loài Hymenoptera trong họ Apidae. Loài này được Vachal mô tả khoa học năm 1899.